# La Rochelle (Johannesburg)
La Rochelle est une banlieue de Johannesburg en Afrique du Sud.

## Géographie
La Rochelle se situe au sud du centre de Johannesburg. Les banlieues de Turffontein et Rosettenville se trouvent encore plus au sud. La Rochelle est situé dans la région F de la municipalité métropolitaine de Johannesburg.

## Histoire
Avant la découverte d’or dans le Witwatersrand en 1886, l'endroit se trouvait sur une des premières fermes appelées Turffontein. Elle est devenue une banlieue en 1895 et porte le nom du domaine de Josias Eduard de Villiers et de la ville française de La Rochelle.